# Cajeta helmsi
Cajeta helmsi är en insektsart som först beskrevs av Frederick Arthur Godfrey Muir 1922.  Cajeta helmsi ingår i släktet Cajeta och familjen kilstritar. Inga underarter finns listade i Catalogue of Life.